# Małopolski Kurier Nieruchomości
Małopolski Kurier Nieruchomości – specjalistyczny dwutygodnik branżowy ukazujący się na terenie województwa małopolskiego od maja 2002 r. 
Magazyn jest w całości poświęcony tematyce rynku nieruchomości. Obok „Krakowskiego Rynku Nieruchomości” jest największym tego typu czasopismem w regionie. Zawiera przede wszystkim ogłoszenia nieruchomości zamieszczane przez deweloperów i agencje nieruchomości. Dwutygodnik objęty jest patronatem Małopolskiego Stowarzyszenia Pośredników w Obrocie Nieruchomościami.
„Małopolski Kurier Nieruchomości” wydawany jest przez firmę Media Nieruchomości S.A. Bliźniacze magazyny ukazują się także w województwach mazowieckim, pomorskim, śląskim i lubelskim. Firma jest również właścicielem ogólnopolskiego serwisu nieruchomości nportal.pl.

## Stałe działy magazynu
- Rynek pierwotny - oferty
- Rynek wtórny - oferty
- Oferty drobne
- Zestawienie kredytów hipotecznych
- Mapa inwestycji mieszkaniowych w Krakowie
- Strony MSPON
- Artykuły i porady z branży